# Аракс (вестник)
Вижте пояснителната страница за други значения на Аракс.
„Аракс“ (Arax) е арменски вестник, който се издава в София на арменски език в периода от 27 януари 1926 г. до 28 февруари 1930 г.
Вестникът е вечерен ежедневник. Представлява обществено-политически вестник на арменската националреволюционна партия „Дашнакисти". Неговата задача е да се бори за „свобода и независимост на Армения“, да събужда интерес към арменците в Армения и за връзки с българския народ. В подлистник е поместен „Бай Ганьо“ от Алеко Константинов, преводът е на М. Андонян. Отговорен редактор е Онник М. Ованесов. Печата се в печатница „Хай Кир“, а от 1928 г. – в издателско дружество „Витоша“. През 1926 – 1927 г. редактор е Ов. Деведжиян, а помощник-редактор – К. Пилибосян, през 1928 – 1929 г. редактор е X. Мурадян. Броевете от 1930 г. са редактирани от Онник Мхитарян.
От 1 март 1930 г. вестникът излиза под името „Нов Аракс“ (Nor Arax).